# Мамонтов, Алексей Георгиевич
Алексей Георгиевич Мамонтов (25 января 1892, село Пахотный Угол, Тамбовская губерния — 1969) — советский военный деятель, Полковник (1942 год).

## Биография
Алексей Георгиевич Мамонтов родился 25 января 1892 года в селе Пахотный Угол (ныне — Бондарского района Тамбовской области).

### Первая мировая и гражданская войны
В 1913 году был призван в ряды Русской императорской армии и направлен в учебную команду при 5-м Александровском гусарском кавалерийском полку, дислоцированном в Самаре. В 1914 году закончил Петергофскую кавалерийскую школу наездников, после чего служил на должности подпрапорщика-наездника 5-го Александровского гусарского кавалерийского полка и принимал участие в боевых действиях на фронтах Первой мировой войны. Был награждён Георгиевским крестом 4-й степени. В июне 1917 года в бою был ранен.
В октябре 1917 года вступил в отряд Красной гвардии, созданный на базе 4-й артиллерийской бригады, после чего по декабрь того же года принимал участие в боевых действиях против белоказаков в районе Саратова, находясь на должностях председателя батарейного комитета и члена бригадного комитета.
В марте 1918 года вступил в ряды РККА. В том же году был назначен на должность инструктора верховой езды 1-й Тамбовской советской тяжёлой батареи (35-я стрелковая дивизия), после чего принимал участие в подавлении июльского восстания юнкеров в Саратове.
В 1919 году был назначен на должность заведующего разведкой 35-й стрелковой дивизии, а затем — на должность адъютанта для особо важных поручений инспектора кавалерии 5-й армии. Принимал участие в боевых действиях на Восточном фронте против войск под командованием адмирала А. В. Колчака.
В 1921 году был назначен на должность командира 1-го Сибирского кавалерийского полка (1-я Сибирская кавалерийская дивизия), после чего принимал участие в боевых действиях против вооруженных формирований на территории Самарской и Саратовской губерний, а также в подавлении восстания под руководством А. С. Антонова на территории Тамбовской губернии. В ходе боевых действий был дважды ранен.

### Межвоенное время
После окончания войны Мамонтов служил в Западном военном округе на должностях командира отдельных кавалерийских эскадронов в составе 21-й, 5-й Витебской и 27-й Омской стрелковых дивизий.
В августе 1928 года после окончания кавалерийских курсов усовершенствования командного состава в Новочеркасске был назначен на должность командира отдельного эскадрона в составе 80-й стрелковой дивизии (Украинский военный округ), дислоцированной в Ворошиловграде.
В 1931 году повторно закончил кавалерийские курсы усовершенствования командного состава в Новочеркасске.
В мае 1933 года был назначен на должность члена коллегии Военного трибунала войск ОГПУ и НКВД в Ростове-на-Дону и Пятигорске.
В 1934 году окончил курсы усовершенствования юридического состава при Главной прокуратуре РККА.
В феврале 1936 года был назначен на должность помощника начальника Краснознаменных кавалерийских курсов усовершенствования командного состава по материально-техническому обеспечению в Новочеркасске.
В сентябре 1938 года Алексей Георгиевич Мамонтов был уволен в запас, после чего работал коммерческим директором завода им. 1-го Мая в Ростове-на-Дону.

### Великая Отечественная война
С началом войны в июне 1941 года Алексей Георгиевич Мамонтов был призван из запаса и в сентябре назначен на должность заместителя командира по тылу и начальника военно-хозяйственного снабжения 66-й Казачьей кавалерийской дивизии (9-я армия, Южный фронт), после чего принимал участие в ходе Донбасской и Ростовской оборонительных, Ростовской наступательной и Барвенково-Лозовской оборонительной операций.
В мае 1942 года был назначен на должность командира группы 4-го воздушно-десантного корпуса, находившегося в резерве Ставки ВГК. С июня по июль полковник Мамонтов временно исполнял должность командира корпуса в связи с ранением генерал-майора А. Ф. Казанкина.
С 18 августа по 29 октября был командиром 9-го воздушно-десантного корпуса, находившегося на формировании в Ивановской области и не участвовавшего в боевых действиях.
В ноябре Алексей Георгиевич Мамонтов был направлен на учёбу в Высшую офицерскую кавалерийскую школу имени С. М. Буденного, после окончания которой в 1943 году был назначен на должность начальника Автомобильного управления Орловского военного округа в Воронеже, а в апреле 1944 года — на должность командира 47-го отдельного автомобильного полка Ставки ВГК, дислоцировавшегося в Иране.
Указом Президиума ВС СССР от 14.02.1944 года дивизионный интендант 66-й отдельной Армавирской кавалерийской дивизии Юго-Западного фронта полковник Мамонтов награждён орденом Красной Звезды, за организацию обороны дивизии в октябре 1941- апреле 1942 года, используя брошенное вооружение.

### Послевоенная карьера
После окончания войны был назначен на должность начальника строительно-дорожного района, а затем — на должность заместителя начальника строительства № 6 Главного управления шоссейных дорог МВД СССР, но с апреля 1946 года из-за ликвидации строительства № 6 Мамонтов находился в резерве Военного совета Северокавказского военного округа.
Полковник Алексей Георгиевич Мамонтов в июле 1946 года вышел в запас.
Умер в 1969 году

## Награды
СССР:
- Орден Ленина;
- Орден Красного Знамени;
- Орден Красной Звезды;
- Медали.

Российская империя:
- Георгиевский крест 4 степени.